# رابرت گاردوس
رابرت گاردوس (مجاری: Gárdos Róbert؛ زادهٔ ۱۶ ژانویهٔ ۱۹۷۹) یک بازیکن تنیس روی میز اهل اتریش است. 
وی در مسابقات کشوری و بین‌المللی در مجموع برنده ۴ مدال طلا، ۱ مدال نقره، ۴ مدال برنز شده‌است.